# Arxiu Comarcal del Ripollès
L'Arxiu Comarcal del Ripollès (ACRI)  és un arxiu que es va inaugurar l'any 2001. Forma part de la Xarxa d'Arxius Comarcals de Catalunya.

## Edifici
L'Arxiu Comarcal del Ripollès ocupa l'edifici que havia estat, a l'origen, l'hospital de Ripoll. La primera notícia data de 1573 quan a iniciativa de l'abat del monestir de Ripoll, Climent Mai, i amb aportacions dels ripollesos, es va construir un hospital vora el camí ral. L'edifici va ser destruït durant la guerra dels segadors i la primera guerra carlina. L'any 1846 es va reconstruir per darrera vegada i va mantenir les funcions d'hospital i residència geriàtrica fins als anys vuitanta del segle xx. L'edifici té 740 metres quadrats.

## Funcions
La missió de l'arxiu és la de preservar, conservar i difondre la documentació de les institucions del Ripollès i dels altres organismes, públics o privats, d'interès històric o cultural de la comarca. Actualment ja gestiona els fons procedents de l'administració local dels principals ens municipals de la comarca (Consell Comarcal del Ripollès, Jutjat de Ripoll i Ajuntaments de Ripoll, Campdevànol, Ribes de Freser, entre altres…).
Té sales de càrrega amb prop de cinc mil metres lineals per dipositar-hi documents, dels quals poc més de mil ja són ocupats pels diversos fons ingressats, així com sales de desinsectació i classificació. L'edifici és adaptat per a persones amb mobilitat reduïda.

## Documents destacats

### Fragment del Llibre Jutge

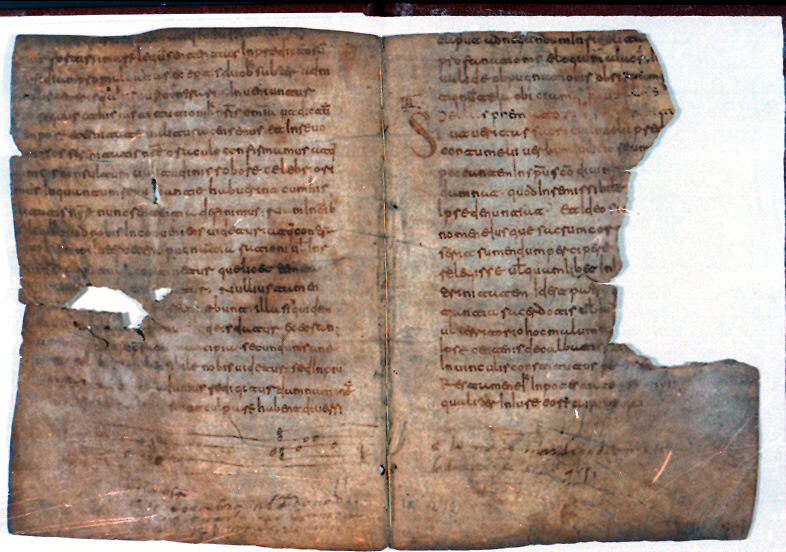
Document de la primera meitat del, el fragment del Llibre Jutge és el document més antic custodiat per l'Arxiu Comarcal del Ripollès.

Pergamí de la primera meitat del segle ix. Identificat per Marc Mayer i Miquel dels S. Gros, el fragment del Llibre Jutge és el document més antic custodiat per l'Arxiu Comarcal del Ripollès. Correspon a un bifoli utilitzat, com en altres exemples, com a cobertes de volums notarials i, per aquest motiu, la banda que fou exterior és pràcticament il·legible. L'escriptura és en lletra visigòtica catalana. No fou pas escrit al cèlebre escriptori del monestir ripollès, car és anterior a la fundació del cenobi.

### Antifonari de la missa

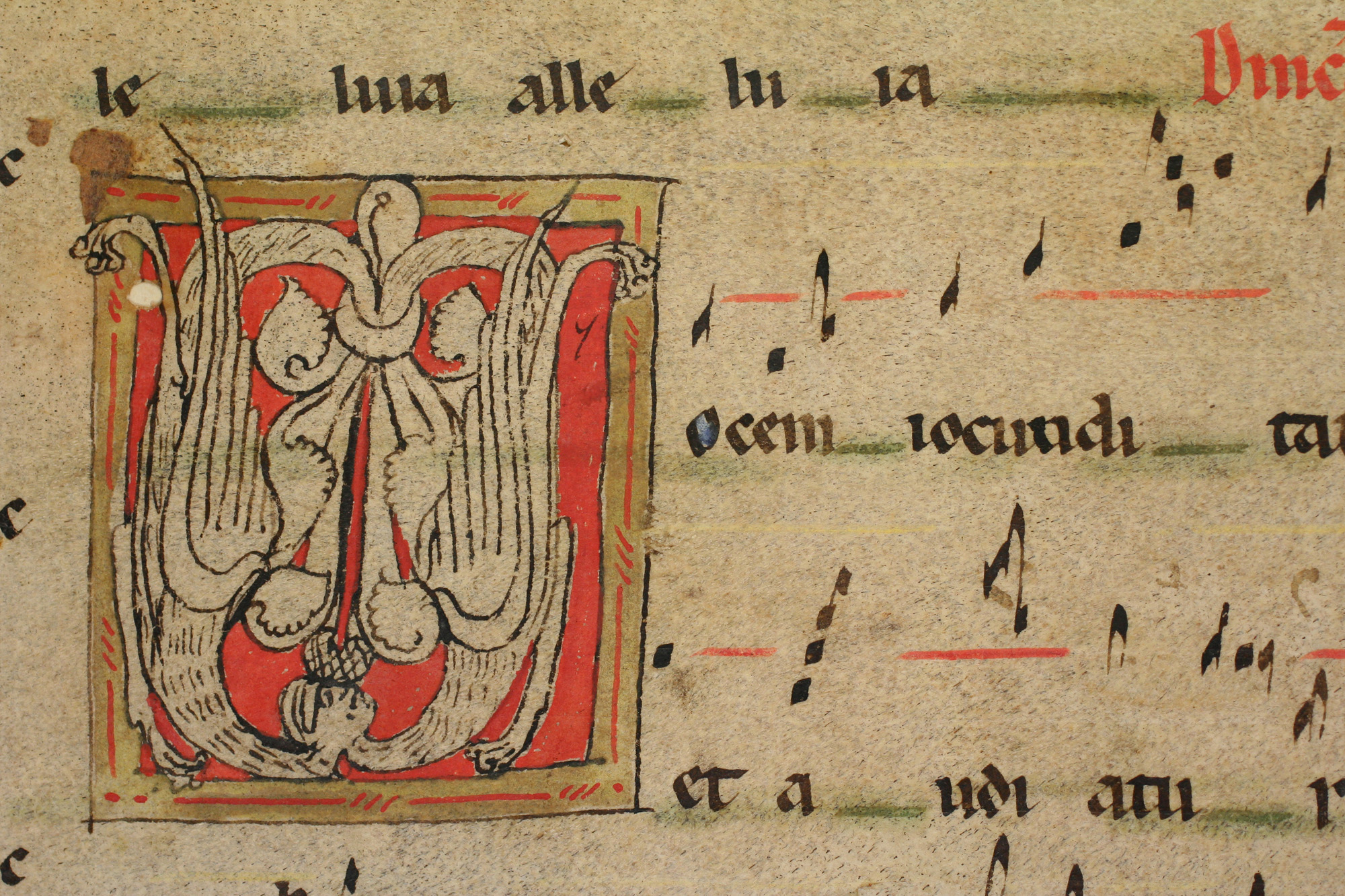
Pergamí bifoli d'un antifonari de la missa procedent del monestir de Santa Maria de Ripoll.

Pergamí del segle xii. Dos bifolis d'un antifonari de la missa procedent del monestir de Santa Maria de Ripoll. Lletra minúscula carolina, disposada en una sola columna de nou línies; la pauta del text és una ratlla de color verd. Notació musical catalana amb influència de l'aquitana disposada en quatre ratlles, vermella, groga i dues seques, amb claus de fa i do, i guió final. Conté els textos de les misses dels diumenges quart i cinquè de després de Pasqua, dues antífones de la processó de les lletanies que precedeixen a l'Ascensió, i la missa que segueix a les esmentades lletanies.

### Cartells de gran format
Cartells del segle xix i xx. A l'origen, els cartells de gran format que es conserven a l'Arxiu Comarcal del Ripollès tenien la funció d'anunciar, encolats a les parets, els esdeveniments més rellevants de la vida social, cultural i religiosa de les viles i pobles de la comarca. Gràcies a la generositat dels impressors d'aleshores, sobretot la nissaga dels Bonet de Ripoll, hom va poder conservar els exemplars d'aquests grans cartells abans que es pengessin als llocs que els corresponia. Emmarcats convenientment, representen un bon exemple de les tècniques tipogràfiques d'aleshores i alhora se'n facilita la preservació.

### Fons d'imatges
Imatges dels segles xix i xx. L'Arxiu Comarcal del Ripollès conserva un important fons d'imatges que permet resseguir visualment gran part de la nostra història, sobretot i en especial, algunes fites destacades, com poden ser, la restauració del monestir de Santa Maria de Ripoll i tot l'aplec d'imatges recopilades i produïdes a l'entorn de l'anomenat Grup de Folkloristes de Ripoll. Aquest col·lectiu s'encarregà de deixar testimoni gràfic de molts aspectes de la vida popular i tradicional de la comarca del Ripollès, i d'altres de veïnes, documentant amb precisió i abastament, les feines del camp, les tradicions més arrelades, múltiples aspectes del costumari folklòric, etc.

### Projecte del canal de Santa Maria
Projecte del 1887. Projecte d'obres de modificació d'un canal històric que pren les aigües del riu Freser a l'altura de Campdevànol i, després de travessar la part nord de Ripoll, les aboca al riu Ter; se l'anomena indistintament «séquia de Santa Maria» o «rec Molinar». Remunta a final del segle x, quan l'abat del monestir Arnulf n'ordenà la  construcció, amb la finalitat de proveir d'aigua un molí situat dins el clos monàstic. Tanmateix, al segle xvii, s'hi van fer importants reformes d'acord amb les noves necessitats industrials de la vila. I, finalment, a la segona meitat del segle xix, la séquia es reconstruí novament per tal d'augmentar el seu cabal i proporcionar més energia a les noves indústries —tèxtils i metal·lúrgiques— que van establir-se a Ripoll.